# Lymphocyte T à mémoire
Les lymphocytes T à mémoire font partie des lymphocytes T jouant un rôle dans la réponse immunitaire secondaire contre un antigène déjà rencontré. Cette réponse est caractérisée par sa rapidité et son efficacité.
Ces lymphocytes dérivent des lymphocytes T cytotoxiques.

## Développement et fonction
Lors de la première rencontre entre un lymphocyte T et son antigène, on observe une réponse primaire, c'est-à-dire l’activation et la multiplication des cellules spécifiques de cet antigène. Ces lymphocytes « naïfs » se différencient en lymphocytes « effecteurs », capables de sécréter des cytokines, des substances cytotoxiques, etc. nécessaires à la destruction de l'antigène (en général un agent pathogène), ou en lymphocytes auxiliaires. 
Une fois l'antigène éliminé, la plupart des lymphocytes T, devenus inutiles, meurent par apoptose. C’est la phase de contraction. Une petite partie, environ 5 %, restent. Ils correspondent aux lymphocytes T à mémoire. Le pourcentage de lymphocytes à mémoire représente cependant une population supérieure en nombre à la population initiale des lymphocytes T naïfs.
Les lymphocytes T à mémoire sont capables de réagir plus rapidement, plus efficacement, et plus vigoureusement que les lymphocytes T naïfs lors d’une rencontre ultérieure avec le même pathogène. C’est la réponse secondaire.

## Sous-population de lymphocyte T à mémoire

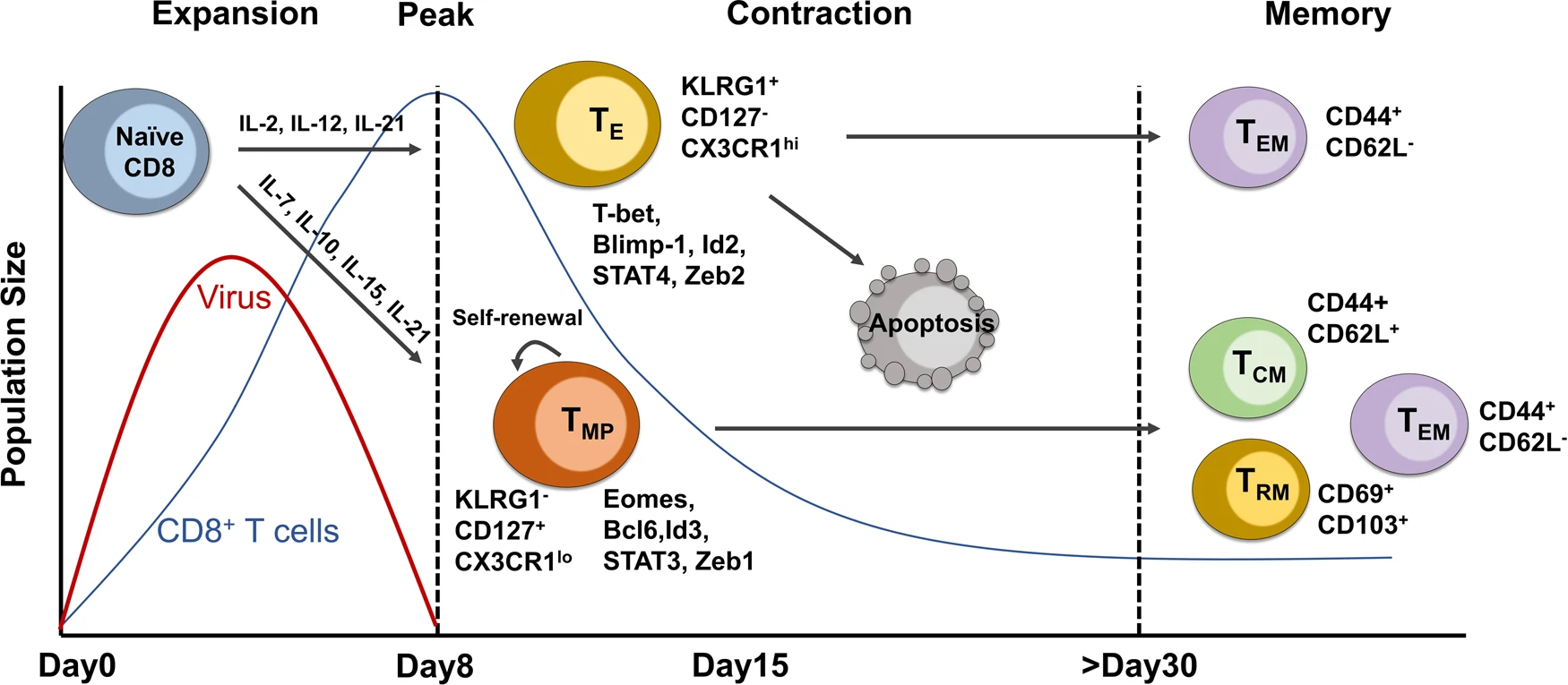
Origine les lymphocytes T à mémoire. La taille de la population du virus (ligne rouge) et des lymphocytes T CD8+ (ligne bleue), ainsi que la réponse des lymphocytes T CD8+ et l’évolution de l’infection, sont indiqués. Lors de l’infection, les lymphocytes T CD8+ subissent une prolifération robuste et atteignent le pic d’expansion au jour 8, où les agents pathogènes sont rapidement éliminés. À ce stade, les lymphocytes T CD8+ peuvent être séparés en populations de lymphocytes T CD8+ effecteurs et à précurseurs de mémoire avec un marqueur de surface et un potentiel de différenciation distincts. La différenciation des lymphocytes T CD8+ effecteurs et mémoires est régulée par différents facteurs transcriptionnels et cytokines. La majorité des cellules CD8+ effecteurs subissent l'apoptose lors de la phase de contraction (8 à 15 jours) et laissent une sous-population se différenciant en à mémoire, tandis que les CD8+ à précurseurs de mémoire continuent de s'auto-renouveler et donnent naissance à des cellules T CD8+ à mémoire centrale et effectrice et des cellules à mémoire résidente dans les tissus plus de 30 jours après l'infection.

Il existe deux types de lymphocytes T à mémoire :
- Les lymphocytes T effecteurs à mémoire, que l’on trouve essentiellement dans les tissus périphériques[3].

Cette localisation dans différents tissus, au plus près du site d'entrée de l'antigène, favorise une rencontre ultérieure avec l’antigène et les lymphocytes T à mémoire. Les Lymphocytes T à mémoire se localisent préférentiellement vers les tissus où s'est produite la première infection.
- Les lymphocytes T de la mémoire centrale, que l'on trouve principalement dans les organes lymphoïdes[3].

En l’absence de stimulation antigénique, la population de TEM évolue lentement en TCM.

## Propriétés spécifiques des cellules à mémoire
- longue durée de vie :

Les lymphocytes T à mémoire sont des cellules à longue durée de vie. Elles sont sensibles à l’interleukine 7 qui augmente leur résistance à l’apoptose et à l’interleukine 15 qui engendre une prolifération suffisante permettant de compenser les cellules qui meurent,. 
- expression de molécules caractéristiques des lymphocytes T activés :

Les cellules à mémoire ont des propriétés particulières qui leur permettent d’être plus réactives face à l’antigène que des cellules naïves, grâce notamment à l’expression de très nombreuses molécules qui sont absentes ou très faiblement exprimées à la surface des lymphocytes T naïfs. Certaines de ces molécules sont impliquées dans les interactions avec les autres cellules, qu’elles fassent partie du système immunitaire ou non : par exemple, les molécules d’adhésion, les récepteurs de facteurs de croissance, de chimiokines ou de cytokines. Ceci permet aux lymphocytes T à mémoire d’établir des interactions différentes avec leur environnement,.
- forte capacité de prolifération :

Les lymphocytes à mémoire ont des propriétés différentes de celles des cellules naïves, ce qui explique l’expansion très importante et la rapidité d’action des cellules à mémoire pendant les réponses secondaires. Leur capacité de division est supérieure, elles se divisent plus tôt et plus rapidement à la suite d'un contact avec l’antigène.

## Devenir des Lymphocytes T à mémoire après la réactivation
Les lymphocytes T à mémoire se différencient beaucoup plus rapidement que les lymphocytes naïfs en T effecteurs à la suite de la restimulation par l'antigène. Ils produisent alors une quantité importante de facteurs cytotoxiques, de cytokines, etc..
Une cellule à mémoire a la capacité d’exprimer simultanément et de manière plus forte deux ou trois fonctions effectrices, comparée à une cellule naïve qui exprime une fonction effectrice unique. Un lymphocyte à mémoire équivaut donc à deux ou trois cellules naïves différentes.

## Les lymphocytes T à mémoire gardiens de l'immunité
Les lymphocytes T à mémoire gardent leurs propriétés particulières, même longtemps après le contact primaire : il semblerait que ces cellules à mémoire n’aient pas besoin de contacts réguliers avec l’antigène pour leur persistance dans l'organisme. Cependant, ils ont un besoin impératif d’un contact avec le complexe majeur d’histocompatibilité de l'organisme pour recevoir des signaux de survie.

## La vaccination et les lymphocytes T à mémoire
La vaccination consiste à introduire dans l’organisme un agent (virus, bactérie ou molécule) qui va sensibiliser le système immunitaire – ou l’immuniser – sans être pathogène.
L’efficacité du procédé repose sur l’induction d’une réponse immunitaire mémoire protectrice (lymphocytes T à mémoire). La compréhension de la différenciation et du maintien des lymphocytes T à mémoire représente un enjeu important pour la mise au point de nouveaux vaccins.
En effet, les lymphocytes T à mémoire qui ne sont en compétition avec aucun autre lymphocyte T survivent à long terme. Cette vaccination ne nécessite donc pas de rappel.
En revanche, certains lymphocytes T à mémoire peuvent entrer en compétition, ce qui entraîne une diminution de taux de cellules à mémoire. De ce fait, ce phénomène induit la nécessité de rappels.
Depuis 1999, il a été démontré que les cellules T à mémoire spécifiques de certains antigènes sont capables de se maintenir en nombre relativement constant, même longtemps après la réponse primaire engendrée par un antigène et en situation de compétition.
Encore peu connu, ce phénomène représente, à ce jour, la théorie la plus plausible pour expliquer que certains vaccins ne nécessitent pas de rappels.